# Nederlandse kampioenschappen schaatsen afstanden 2024 - 1000 meter vrouwen
De 1000 meter vrouwen op de Nederlandse kampioenschappen schaatsen afstanden 2024 werd gehouden op zaterdag 30 december 2023 in Thialf in Heerenveen. Er reden 20 deelneemsters mee.
Jutta Leerdam won haar vijfde NK afstanden 1000 meter op rij. Antoinette Rijpma-de Jong haalde voor de tweede keer op rij het zilver. Isabel Grevelt haalde haar eerste podiumplek bij de senioren. Femke Kok, die in 2021 en 2022 zilver haalde, zette na de eerste bocht haar schaats verkeerd neer en ging op het rechte stuk onderuit. Hierdoor kreeg ze op het EK afstanden en WK afstanden slechts een rol als reserve.

## Uitslag
| #      | Schaatsster               | Tijd       | Verschil |
| ------ | ------------------------- | ---------- | -------- |
| Goud   | Jutta Leerdam             | 1.13,75    | +0,00    |
| Zilver | Antoinette Rijpma-de Jong | 1.14,91    | +1,16    |
| Brons  | Isabel Grevelt            | 1.15,53    | +1,78    |
| 4      | Naomi Verkerk             | 1.15,69    | +1,87    |
| 5      | Helga Drost               | 1.15,77    | +2,02    |
| 6      | Marrit Fledderus          | 1.15,95    | +2,20    |
| 7      | Myrthe de Boer            | 1.16,00    | +2,25    |
| 8      | Elisa Dul                 | 1.16,09    | +2,34    |
| 9      | Marijke Groenewoud        | 1.16,14    | +2,39    |
| 10     | Chloé Hoogendoorn         | 1.16,44    | +2,69    |
| 11     | Meike Veen                | 1.16,47 PR | +2,72    |
| 12     | Maud Lugters              | 1.17,01    | +3,26    |
| 13     | Sanneke de Neeling        | 1.17,09    | +3,34    |
| 14     | Gioya Lancee              | 1.17,23    | +3,48    |
| 15     | Anna Boersma              | 1.17,66    | +3,91    |
| 16     | Pien Hersman              | 1.18,60    | +4,85    |
| 17     | Ju-Lin de Visser          | 1.18,97    | +5,22    |
| 18     | Sacha van der Weide       | 1.19,78    | +6,03    |
| 19     | Sylke Kas                 | 1.20,38    | +6,63    |
| 20     | Femke Kok                 | DNF        | +9,99    |

1987 · 
1988 · 
1989 · 
1990 · 
1991 · 
1992 · 
1993 · 
1994 · 
1995 · 
1996 · 
1997 · 
1998 · 
1999 · 
2000 · 
2001 · 
2002 · 
2003 · 
2004 · 
2005 · 
2006 · 
2007 · 
2008 · 
2009 · 
2010 · 
2011 · 
2012 · 
2013 · 
2014 · 
2015 · 
2016 · 
2017 · 
2018 · 
2019 · 
2020 · 
2021 · 
2022 · 
2023 · 
2024 · 
2025